# レイモンド愛華
レイモンド 愛華（レイモンド あいか、2002年7月5日 - ）は、日本の女性ファッションモデル。

## 経歴
2002年、大阪府豊中市で生まれる。父親がカナダ人、母親が日本人である。2016年の夏休みに母親と渋谷109を歩いていたところ、モデル事務所パールのマネージャーにスカウトされる。ちょうどその時、母親の勧めでモデル養成スクール・バルビゾン学院に通っていたことあり、興味を持って芸能界入りした。
2017年3月1日発売号のファッション雑誌「ラブベリー」Vol.6でレギュラーモデルとして雑誌初登場。これが話題を呼び、スポーツ報知とモデルプレスからインタビュー取材を受けた。同年3月4日、神戸コレクション初出演。

## 人物
英語が堪能。趣味は油絵、特技は水泳。小学3年生の時から油絵を習っており、中学では美術部に在籍。人物画は、画のタッチが少女漫画のようになってしまい難しい為、描きたくないと冗談っぽく語っている。漫画好きで少年漫画も少女漫画も愛読する。お気に入りの漫画は、「魔王様としゅんくん」。
目標とする、憧れの人物は所属事務所の先輩である蛯原友里と押切もえ。演技にも関心があり、憧れの女優として小松菜奈の名前を挙げている。彼女が映画「溺れるナイフ」で見せた少し陰のある人物役や「主人公の親友役」、学園モノを演じてみたいと語っている。

## 出演

### 雑誌
- LOVE berry（2017年3月 - 7月、徳間書店） - モデル